# Danh sách tổng thống Ý
Đây là danh sách Tổng thống Ý với danh hiệu Presidente della Repubblica từ năm 1948.

### Tổng thống Ý
| Tên                   | Hình | Ngày nhậm chức       | Rời chức             | Đảng       |
| --------------------- | ---- | -------------------- | -------------------- | ---------- |
| Enrico De Nicola2     |      | 29 tháng 6 năm 1946  | 11 tháng 5 năm 1948  | PLI        |
| Luigi Einaudi         |      | 11 tháng 5 năm 1948  | 11 tháng 5 năm 1955  | PLI        |
| Giovanni Gronchi      |      | 11 tháng 5 năm 1955  | 11 tháng 5 năm 1962  | DC         |
| Antonio Segni         |      | 11 tháng 5 năm 1962  | 6 tháng 12 năm 19643 | DC         |
| Giuseppe Saragat      |      | 28 tháng 12 năm 1964 | 24 tháng 12 năm 1971 | PSDI       |
| Giovanni Leone        |      | 24 tháng 12 năm 1971 | 15 tháng 6 năm 19784 | DC         |
| Alessandro Pertini    |      | 8 tháng 7 năm 1978   | 23 tháng 6 năm 19853 | PSI        |
| Francesco Cossiga5    |      | 23 tháng 6 năm 1985  | 28 tháng 4 năm 19923 | DC         |
| Oscar Luigi Scalfaro3 |      | 25 tháng 5 năm 1992  | 15 tháng 5 năm 19993 | DC         |
| Carlo Azeglio Ciampi  |      | 18 tháng 5 năm 1999  | 15 tháng 5 năm 2006  | Không đảng |
| Giorgio Napolitano    |      | 15 tháng 5 năm 2006  | 14 tháng 1 năm 2015  | DS         |
| Sergio Mattarella     |      | 3 tháng 2 năm 2015   | Đương nhiệm          | Không đảng |

1 Tổng thống tạm quyền

2 Không muốn được gọi là Tổng thống Cộng hòa Ý, chỉ muốn là Quốc trưởng Lâm thời, vì ông chưa được Nghị viện Cộng hòa bầu lên, nó chỉ được bầu đầu tiên năm 1948.

3 Từ chức

4 Lâm thời, Chủ tịch Thượng viện Cộng hòa

5 Lâm thời từ 23 tháng 6 năm 1985 đến 3 tháng 7 năm 1985

Quốc kỳ tổng thống Cộng hòa Ý

Điện Quirinal (trong tiếng Ý là Quirinale) tại Roma là nơi ở chính thức của Tổng thống nước Cộng hòa Ý.